# Diocesi di Verona

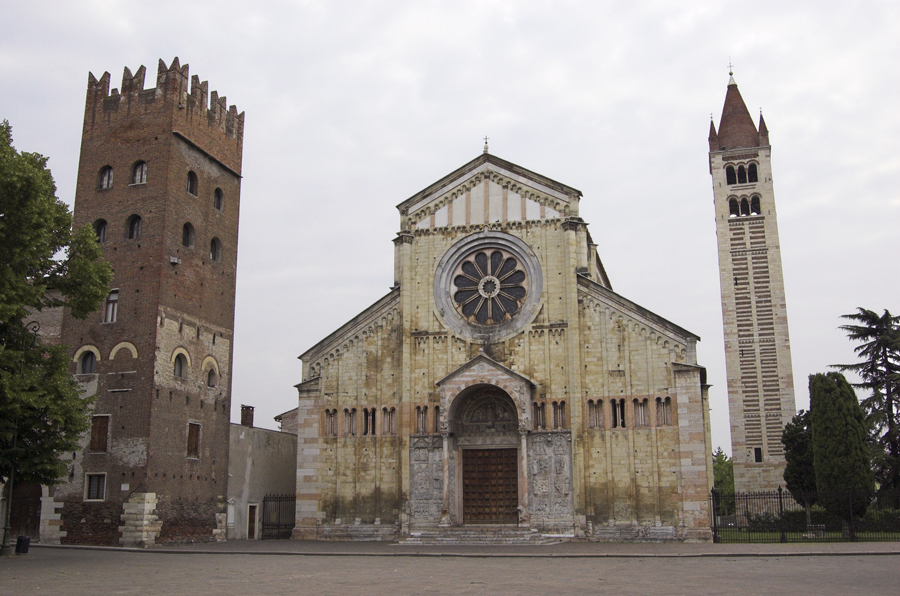
La basilica di San Zeno a Verona.

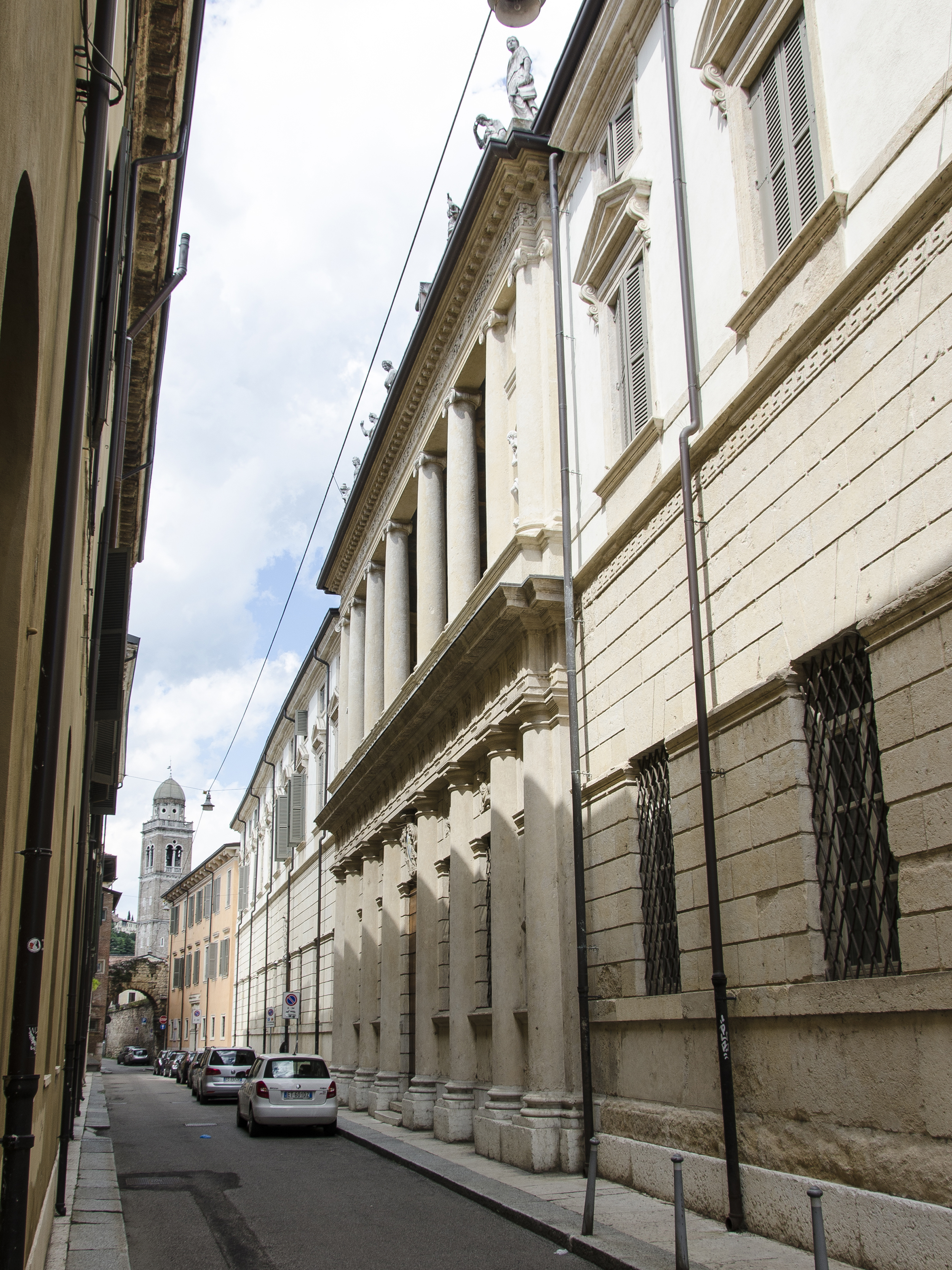
Il seminario diocesano.

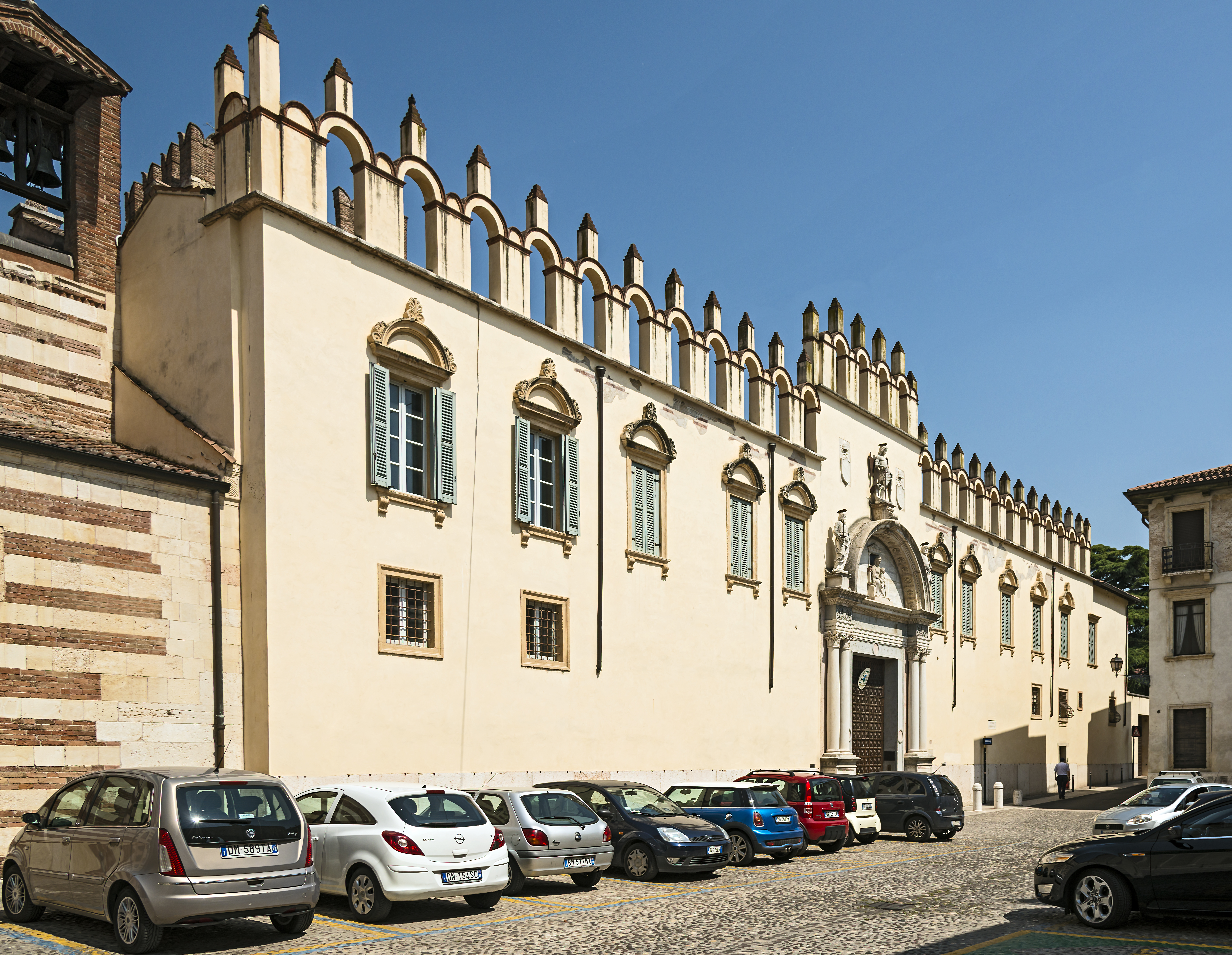
Il palazzo vescovile.

La diocesi di Verona (in latino Dioecesis Veronensis) è una sede della Chiesa cattolica in Italia suffraganea del patriarcato di Venezia appartenente alla regione ecclesiastica Triveneto. Nel 2023 contava 845.453 battezzati su 955.303 abitanti. È retta dal vescovo Domenico Pompili.

## Palazzo vescovile
Più volte modificato, pare iniziato già nel X secolo. Precedente al vescovo Ognibene, nel 1172, è la grande torre tufacea (la parte più antica attuale), mentre il porticato interno risale al XV secolo con colonne di spoglio del 1120 - 1130. Una scultura della Vergine, già sulla facciata interna del palazzo, è di ignoto autore veneziano del XIII secolo e si ammira ora al museo canonicale. Teobaldo III ai tempi di Cangrande fece l'ala meridionale con bifore ove furono collocati gli alloggi del vescovo. Nel 1453 fu rimodernata l'ala meridionale, mentre Ermolao Barbaro fece costruire la Sala dei Sinodi.
Vi lavorarono anche Domenico Brusasorzi nel 1566, Agostino Ugolini, Leonardo Manzati.
Un'altra loggia nel XVII secolo venne edificata sul lato orientale del cortile di accesso dell'edificio, in forme ancora sammicheliane.

## Territorio
La diocesi comprende la grande maggioranza della provincia di Verona e una piccola porzione della provincia di Brescia (zona sud e sud-ovest del Lago di Garda); inoltre una parrocchia si trova in provincia di Rovigo (Villa d'Adige). Confina a nord con l'arcidiocesi di Trento, ad est con la diocesi di Vicenza, a sud con le diocesi di Padova e di Adria-Rovigo, e a ovest con quelle di Mantova e di Brescia.
Sede vescovile è la città di Verona, dove si trova la cattedrale di Santa Maria Matricolare. Nel territorio sorgono 5 basiliche minori: la basilica di San Zeno, la basilica di Santa Teresa del Bambin Gesù e la basilica di Santa Maria della Pace a Verona, la basilica di San Giovanni Battista a Lonato del Garda, e la basilica-santuario della Madonna della Corona a Ferrara di Monte Baldo.
Il territorio è suddiviso in 378 parrocchie, raggruppate in 14 vicariati: Verona centro, Verona nord-ovest, Verona nord-est, Verona sud, Lago veronese-Caprino, Lago bresciano, Valpolicella, Valpantena-Lessinia, Est veronese, Bussolengo, Villafranca, Bovolone-Cerea, Isola della Scala-Nogara, Legnago.

## Storia

### Origini della diocesi
Le origini della Chiesa a Verona sono conosciute grazie al Carmen Pipinianum del IX secolo, che comprende un elenco dei primi otto vescovi, da sant'Euprepio di Verona a san Zeno, morto tra il 372 e il 380, il quale, secondo la tradizione, «reduxit Veronam ad baptismum». Degna di nota è anche la famosa Pianeta di Ravenna (chiamato Velo di Classe), in cui sono segnalati non solo i vescovi di Verona, ma anche santi e vescovi di altre diocesi, venerati a Verona nel IX secolo. Secondo Lanzoni, questi due documenti trasmettono un catalogo di vescovi «da ritenersi, attesa l'alta antichità del medesimo, derivante dai dittici, integro e genuino». Primo vescovo storicamente documentato è Lucillo, il sesto del catalogo, che prese parte al concilio di Sardica nel 342/343.
L'episcopato di Euprepio viene collocato non prima del temporaneo periodo di pace dato alla Chiesa sotto l'imperatore Gallieno (260). Nello stesso Carmen sono menzionati i santi Fermo e Rustico, martirizzati a Verona secondo una tradizione di dubbio valore storico. L'esistenza di san Zeno, che fu un contemporaneo di sant'Ambrogio di Milano e autore di una serie di scritti religiosi, è storicamente attestata da antichi documenti. Si sa inoltre che, al tempo di san Zeno, il paganesimo era ancora profondamente radicato a Verona, in particolare nel contado. Dopo il vescovo Siagrio, la diocesi veronese passò dalla metropoli di Milano a quella di Aquileia. A metà del VI secolo condivise, come tutte le diocesi suffraganee, le posizioni assunte nei riguardi dei Tre Capitoli dalla Chiesa di Aquileia.

### Medioevo
Ratoldo, vescovo all'inizio del IX secolo, impose vita comunitaria ai canonici (806) e riorganizzò il clero. Tra i maestri della sua scuola ci fu il diacono Pacifico, grande conoscitore del greco e dell'ebraico. Raterio (metà del X secolo) fu invece un illustre autore, che favorì l'apprendimento e la fondazione della scuola della cattedrale.
Nel 1145 il vescovo Tebaldo II (o Teobaldo) pose la diocesi sotto la protezione della Santa Sede. Il 17 maggio di quell'anno papa Eugenio III emanò la bolla Piae postulatio voluntatis, importante documento che ricostruisce la situazione della Chiesa veronese di quel tempo.
Papa Lucio III morì a Verona nel 1185 dopo avere incontrato in città Federico Barbarossa e avervi celebrato un sinodo, durante l'episcopato di Ognibene, noto canonista. Sempre a Verona si tenne il conclave che elesse papa Urbano III, che passò quasi tutto il suo breve pontificato a Verona.
In questo stesso periodo, durante l'episcopato del cardinale Adelardo, la città di Verona venne divisa in parrocchie. Nel 1336 il numero delle parrocchie cittadine era di 52.
Nel XIII secolo i vescovi Iacopo di Braganze e Gerardo Cossadoca furono entrambi esiliati da Ezzelino da Romano. Anche il vescovo Manfredo Roberti subì insulti e persecuzioni da parte dei ghibellini. Nel 1276 si svolse un sinodo contro i catari, che erano numerosi anche fra il clero. Poco più di vent'anni prima era stato assassinato (1252) e canonizzato (1253) Pietro da Verona, un inquisitore domenicano veronese che aveva condotto con energia una repressione dell'eresia.
Nel 1338 il vescovo Bartolomeo della Scala fu assassinato dal nipote Mastino, signore di Verona. Ciò condusse papa Benedetto XII a revocare ai signori scaligeri il privilegio di nominare i vescovi. Nello stesso secolo il vescovo Pietro della Scala cercò invano di riportare i canonici che obbedivano al patriarca di Aquileia sotto il controllo del loro vescovo. Quando però i Visconti conquistarono Verona, il vescovo Pietro fu bandito.
Nel XV secolo il vescovo Francesco Condulmer istituì una scuola degli accoliti per dare lustro al culto e per dare una formazione al clero. La nuova scuola sostituiva l'antica scuola della cattedrale, che era stata soppressa con l'istituzione dell'università. Verso la fine del secolo il cardinale Giovanni Michiel restaurò la cattedrale e il palazzo episcopale.

### Epoca moderna
Nel 1751 la soppressione del patriarcato di Aquileia, da cui Verona aveva sempre dipeso, pose fine alle contese fra il vescovo e i canonici, che fino ad allora erano stati soggetti al patriarca. Contestualmente Verona divenne suffraganea dell'arcidiocesi di Udine.
Il 1º maggio 1818, in forza della bolla De salute Dominici gregis di papa Pio VII, Udine divenne semplice vescovato e Verona venne aggregata alla provincia ecclesiastica di Venezia. Contestualmente cedette la parrocchia di Santa Maria Assunta di Cinto Euganeo alla diocesi di Padova.
Nel XIX secolo fu fondata a Verona la Congregazione degli Stimmatini. Nello stesso secolo molto importante fu anche l'attività di san Daniele Comboni, che fondò a Verona un istituto missionario e poi una congregazione religiosa dedicate alle missioni africane. L'istituto comboniano trasse origine da un preesistente istituto fondato da don Nicola Mazza.
Nel 2006 Verona ospitò il IV convegno ecclesiale nazionale e ricevette la visita di papa Benedetto XVI.
L'8 agosto 2014, in forza del decreto Quo aptius della Congregazione per i vescovi, cedette la parrocchia di Caselle di Pressana alla diocesi di Vicenza.

## Cronotassi dei vescovi
Si omettono i periodi di sede vacante non superiori ai 2 anni o non storicamente accertati.
- Sant'Euprepio † (prima metà del III secolo)
- San Dimitriano †
- San Simplicio †
- San Procolo †
- San Saturnino †
- San Lucillo † (prima del 342/343 - dopo il 356 circa)[7]
- San Gricino †
- San Zeno † (dicembre 362 - circa 372/380 deceduto)
- Sant'Agabio (o Agapito) †
- San Lucio †
- Siagrio † (menzionato nel 380 circa)
- San Lupicino †
- San Petronio †
- Sant'Innocenzo †
- Montano †
- San Gaudenzio †
- San Cerbonio †
- San Felice †
- San Silvino †
- San Teodoro †
- San Valente † (5 novembre 522 - 24 luglio 531 deceduto)[8]
- San Verecondo †
- San Senatore †
- San Probo †
- San Lupo †
- Solazio † (menzionato nel 571/577)
- San Giuniore † (menzionato nel 589/590)
- Pietro †
- San Mauro †
- San Giovanni †
- San Manio †
- Sant'Andronico †
- San Vindemiale †
- San Salvino †
- San Moderato †
- Romano †
- Domenico † (circa 712 - circa 744)
- Sant'Alessandro †
- San Sigilberto † (728 - 744)[9]
- San Biagio † (? - 22 giugno 750 deceduto)
- Sant'Annone † (circa 758 - circa 780 deceduto)[10]
- Beato Eginone, O.S.B. † (circa 780 - 799 dimesso)[11]
- Rotaldo Alemanno, O.S.B. † (799 - 840 dimesso)
- Notingo † (840 - 844 nominato vescovo di Brescia)
- Landerico †
- Bilongo † (847 - 849)
- Audone †
- Astolfo † (menzionato nell'866)
- Adelardo I † (875 - 911)
- Nokterio † (911 - 928 deceduto)
- Ilduino, O.S.B. † (928 - giugno 932 nominato arcivescovo di Milano)
- Raterio, O.S.B. † (luglio 932 - 968 dimesso)[12]
  - Manasse † (935 - 946) (illegittimo)
  - Milone † (950 o 951 - 961) (illegittimo)
- Milone † (968 - 980 o 981) (per la seconda volta)
- Ilderico † (prima del 983 - dopo il 988)
- Otberto † (prima del 990 - dopo il 1008)
- Ildebrando o Witprando † (prima del 1013 - dopo il 1014)
- Giovanni † (prima del 1016 - 12 ottobre 1037 deceduto)
- Gualtiero † (1037 - 1055 deceduto)
- Tebaldo I † (prima del 1058 - dopo il 1060)
- Adalberto † (1063 - 1069 o 1070 deceduto)
- Usuardo † (1070 - 1073 deceduto)
- Bruno † (1073 - 1083 deceduto)
- Sigebodo † (1083 - 1094 deceduto)
- Valbruno † (1094 - 1100)
- Valfredo † (1100 - 1102)
- Bertoldo † (1102 - 1108)
- Arnolfo Zuffetto † (1109 - 1111)
- Uberto † (1111 - 1116)
- Berno † (1117 - circa 1122 deceduto)
- Bernardo † (1123 - 15 novembre 1135 deceduto)
- Tebaldo II o Teobaldo † (15 novembre 1135 succeduto - 10 maggio 1157 deceduto)
- Ognibene † (10 maggio 1157 succeduto - 22 ottobre 1185 deceduto)
- Riprando † (1185 - 23 giugno 1188 deceduto)
- Adelardo Cattaneo † (1188 - 1214 dimesso)
- Norandino † (13 ottobre 1214 - 22 settembre 1224 deceduto)
- Alberto † (1224 - 1º marzo 1225 deposto)
- Iacopo di Breganze † (1º marzo 1225 - 1254 deceduto)
  - Manfredo della Scala † (1252 - 1255) (intruso)[13]
- Gerardo Cossadoca † (4 agosto 1255 - 1259 deceduto)
- Manfredo Roberti † (15 gennaio 1260 - 3 dicembre 1268 deceduto)
  - Aleardino † (1268 - 1268) (vescovo eletto)
- Guido della Scala † (1268 - 1270 deceduto)
- Temidio, O.F.M. † (1275 - 7 settembre 1277 deceduto)
- Bartolomeo I della Scala, O.S.B. † (29 novembre 1277 - 8 novembre 1290 deceduto)
- Pietro I della Scala † (22 gennaio 1291 - 12 settembre 1295 deceduto)
- Buonincontro † (13 dicembre 1295 - 14 giugno 1298 deceduto)
- Teobaldo III, O.S.A. † (18 ottobre 1298 - 18 novembre 1331 deceduto)
- Niccolò di Villanova, O.S.B. † (10 febbraio 1332 - 1336 deceduto)
- Bartolomeo II della Scala † (1336 - 27 agosto 1338 deceduto)
  - Sede vacante (1338-1343)
- Matteo Riboldi † (27 giugno 1343 - 1º maggio 1348 deceduto)
- Pietro de Pino † (15 luglio 1348 - 27 luglio 1349 nominato vescovo di Périgueux)
- Giovanni di Naso, O.P. † (27 luglio 1349 - 13 ottobre 1350 nominato vescovo di Bologna)
- Pietro della Scala, O.P. † (13 ottobre 1350 - 1387 nominato vescovo di Lodi)
- Adelardo III † (1387 - marzo 1388 deceduto)
- Giacomo de' Rossi † (21 aprile 1388 - 1406 nominato vescovo di Luni)
- Angelo Barbarigo † (21 settembre 1406 - 1409 dimesso)
- Guido Memo † (29 novembre 1409 - 1438 deceduto)
- Francesco Condulmer † (20 ottobre 1438 - 5 ottobre 1453 deceduto)
- Ermolao Barbaro † (16 novembre 1453 - 12 marzo 1471 deceduto)
- Giovanni Michiel † (18 marzo 1471 - 1503 deceduto)
  - Marco Corner † (29 novembre 1503 - 24 luglio 1524 deceduto) (amministratore apostolico)
- Gian Matteo Giberti † (8 agosto 1524 - 30 dicembre 1543 deceduto)
- Pietro Lippomano † (18 febbraio 1544 - 9 agosto 1548 deceduto)
- Luigi Lippomano † (9 agosto 1548 succeduto - 20 luglio 1558 nominato vescovo di Bergamo)
- Agostino Lippomano † (20 luglio 1558 succeduto - 16 luglio 1560 deceduto)
- Girolamo Trevisani, O.P. † (15 gennaio 1561 - 10 settembre 1561 deceduto)
  - Bernardo Navagero † (15 settembre 1562 - 1565 dimesso) (amministratore apostolico)
- Agostino Valier † (15 maggio 1565 - 23 maggio 1606 deceduto)
- Alberto Valier † (23 maggio 1606 succeduto - 1º settembre 1630 deceduto)
- Marco Giustiniani † (7 aprile 1631 - 23 aprile 1649 deceduto)
  - Sede vacante (1649-1653)
- Sebastiano Pisani I † (6 ottobre 1653 - 9 dicembre 1668 dimesso)
- Sebastiano Pisani II † (10 dicembre 1668 - 5 agosto 1690 deceduto)
- Pietro Lion † (26 novembre 1691 - 17 dicembre 1697 deceduto)
- Gianfrancesco Barbarigo † (21 luglio 1698 - 9 luglio 1714 nominato vescovo di Brescia)
- Marco Gradenigo † (19 novembre 1714 - 11 giugno 1725 nominato patriarca di Venezia)
- Francesco Trevisan † (23 luglio 1725 - 13 dicembre 1732 deceduto)
- Giovanni Bragadin † (2 marzo 1733 - 27 novembre 1758 nominato patriarca di Venezia)
- Nicolò Antonio Giustinian, O.S.B. † (12 febbraio 1759 - 14 dicembre 1772 nominato vescovo di Padova)
- Giovanni Morosini, O.S.B. † (14 dicembre 1772 - 18 agosto 1789 deceduto)
- Giovanni Andrea Avogadro † (29 marzo 1790 - 14 novembre 1805 dimesso)[14]
- Innocenzo Maria Liruti, O.S.B. † (18 settembre 1807 - 11 agosto 1827 deceduto)
- Giuseppe Grasser † (15 dicembre 1828 - 22 novembre 1839 deceduto)
- Giovanni Pietro Aurelio Mutti, O.S.B. † (14 dicembre 1840 - 15 marzo 1852 nominato patriarca di Venezia)
  - Sede vacante (1852-1854)
  - Giuseppe Luigi Trevisanato † (15 marzo 1852 - 27 settembre 1852 nominato arcivescovo di Udine) (vescovo eletto)[15]
  - Luigi Guglielmi † (27 settembre 1852 - 29 gennaio 1853 deceduto) (vescovo eletto)[16]
- Benedetto Riccabona de Reinchenfels † (7 aprile 1854 - 22 marzo 1861 nominato vescovo di Trento)
- Luigi di Canossa † (30 settembre 1861 - 12 marzo 1900 deceduto)
- Bartolomeo Bacilieri † (12 marzo 1900 succeduto - 14 febbraio 1923 deceduto)
- Girolamo Cardinale † (25 maggio 1923 - 26 dicembre 1954 deceduto)
- Giovanni Urbani † (14 aprile 1955 - 11 novembre 1958 nominato patriarca di Venezia)
- Giuseppe Carraro † (15 dicembre 1958 - 15 maggio 1978 ritirato)
- Giuseppe Amari † (15 maggio 1978 - 30 giugno 1992 ritirato)
- Attilio Nicora † (30 giugno 1992 - 18 settembre 1997 dimesso)[17]
- Flavio Roberto Carraro, O.F.M.Cap. † (25 luglio 1998 - 8 maggio 2007 ritirato)
- Giuseppe Zenti (8 maggio 2007 - 2 luglio 2022 ritirato)
- Domenico Pompili, dal 2 luglio 2022

## Santi, beati, venerabili e servi di Dio della diocesi
- Santa Toscana di Zevio (1280 circa-1343/1344 circa), conversa dell'Ordine gerosolomitano;
- Santa Maddalena di Canossa (1774-1835), fondatrice delle Figlie e dei Figli della Carità;
- San Gaspare Bertoni (1777-1853), fondatore della Congregazione delle Sacre Stimmate di Nostro Signore Gesù Cristo;
- San Daniele Comboni (1831-1881), fondatore dei Figli del Sacro Cuore di Gesù e delle Pie madri della Nigrizia;
- San Giovanni Calabria (1873-1954), fondatore dei Poveri servi e delle Povere serve della Divina Provvidenza;
- Santa Maria Domenica Mantovani (1862-1934), fondatrice delle Piccole suore della Sacra Famiglia;
- Beato Giuseppe Nascimbeni (1851-1922), fondatore delle Piccole Suore della Sacra Famiglia;
- Beata Vincenza Maria Poloni (1802-1855), fondatrice delle Sorelle della Misericordia;
- Beato Carlo Steeb (1773-1865), fondatore delle Sorelle della Misericordia;
- Beato Zefirino Agostini (1813-1896), fondatore delle Suore Orsoline figlie di Maria Immacolata;
- Beato Giuseppe Baldo (1843-1915), fondatore delle Piccole Figlie di San Giuseppe;
- Beata Leopoldina Naudet (1773-1834), fondatrice delle Sorelle della Sacra Famiglia;
- Venerabile Pietro Leonardi (1769-1844), fondatore delle Figlie di Gesù;
- Venerabile Nicola Mazza (1790-1865), sacerdote ed educatore;
- Venerabile Francesco Maria Perez (1861-1937), fratello calabriano;
- Venerabile Filippo Bardellini (1878-1956), fondatore delle Sorelle poverette della Casa di Nazareth;
- Venerabile Antonio Provolo (1801-1842), fondatore delle Suore e dei Padri della Compagnia di Maria per l'educazione dei sordomuti;
- Venerabile Teodora Campostrini (1788-1860), fondatrice delle Sorelle minime della carità di Maria Addolorata;
- Venerabile Elena Da Persico (1869-1948), fondatrice delle Figlie della Regina degli Apostoli;
- Venerabile Maria Edvige Zivelonghi (1919-1949), religiosa delle Figlie di Gesù;
- Venerabile Giuseppe Carraro (1899-1980), vescovo ausiliare di Treviso, vescovo di Vittorio Veneto e, infine, di Verona;
- Venerabile Alessandro Nottegar (1943-1986), fondatore della Comunità Regina Pacis;
- Venerabile Giovanni Ciresola (1902-1987), fondatore delle Povere ancelle del Preziosissimo Sangue;
- Venerabile Luigi Bosio (1909-1994), sacerdote;
- Venerabile Bernardo Antonini (1932-2002), fondatore dell'Istituto Gesù Sacerdote;
- Antonio Maria Roveggio (1850-1902), vescovo comboniano di Khartoum;
- Maria Teresa Scandola (1849-1903), missionaria comboniana;
- Teresa Grigolini (1853-1931), missionaria comboniana;
- Rocco Ferroni (1856-1939), sacerdote camilliano;
- Gedeone e Flavio Corrà (1945), giovani fratelli dell'Azione cattolica, morti a Flossenbürg;
- Francesco Antonio Zuccolo (1874-1960), fratello canossiano;
- Emilio Recchia (1888-1969), sacerdote stimmatino;
- Lucia Eleonora Schiavinato (1900-1976), fondatrice delle Volontarie della Carità;
- Giuseppe Girelli (1886-1978), sacerdote;
- Germana Sommaruga (1914-1995), fondatrice delle Missionarie degli infermi "Cristo Speranza";
- Vittorino Faccia (1917-1997), fratello calabriano;
- Giovanni Andreoli (1921-2003), sacerdote.
- Pura Pagani (1914-2001), religiosa delle Piccole Suore della Sacra Famiglia

## Statistiche
La diocesi nel 2023 su una popolazione di 955.303 persone contava 845.453 battezzati, corrispondenti all'88,5% del totale.
| anno | popolazione | popolazione | popolazione | presbiteri | presbiteri | presbiteri | presbiteri                | diaconi | religiosi | religiosi | parrocchie |
| anno | battezzati  | totale      | %           | numero     | secolari   | regolari   | battezzati per presbitero | diaconi | uomini    | donne     | parrocchie |
| ---- | ----------- | ----------- | ----------- | ---------- | ---------- | ---------- | ------------------------- | ------- | --------- | --------- | ---------- |
| 1950 | 645.159     | 645.402     | 100,0       | 915        | 679        | 236        | 705                       |         | 422       | 3.280     | 319        |
| 1970 | 713.513     | 717.613     | 99,4        | 1.195      | 714        | 481        | 597                       |         | 681       | 3.439     | 368        |
| 1980 | 757.337     | 778.330     | 97,3        | 1.155      | 695        | 460        | 655                       | 3       | 778       | 3.940     | 379        |
| 1990 | 771.500     | 799.829     | 96,5        | 1.190      | 720        | 470        | 648                       | 13      | 685       | 3.635     | 379        |
| 1999 | 758.000     | 787.668     | 96,2        | 1.173      | 735        | 438        | 646                       | 18      | 625       | 2.650     | 381        |
| 2000 | 750.000     | 828.279     | 90,5        | 1.115      | 715        | 400        | 672                       | 18      | 611       | 2.570     | 381        |
| 2001 | 750.000     | 829.000     | 90,5        | 1.091      | 691        | 400        | 687                       | 18      | 694       | 2.490     | 381        |
| 2002 | 785.000     | 845.926     | 92,8        | 1.095      | 695        | 400        | 716                       | 18      | 590       | 2.534     | 381        |
| 2003 | 778.000     | 837.948     | 92,8        | 1.080      | 700        | 380        | 720                       | 18      | 601       | 2.300     | 381        |
| 2004 | 775.000     | 845.021     | 91,7        | 1.059      | 689        | 370        | 731                       | 18      | 574       | 1.953     | 380        |
| 2010 | 843.229     | 923.830     | 91,3        | 996        | 649        | 347        | 846                       | 31      | 522       | 2.240     | 381        |
| 2014 | 847.171     | 933.782     | 90,7        | 952        | 622        | 330        | 889                       | 37      | 525       | 2.052     | 379        |
| 2017 | 869.384     | 940.289     | 92,5        | 958        | 606        | 352        | 907                       | 44      | 480       | 1.862     | 380        |
| 2020 | 866.523     | 947.353     | 91,5        | 908        | 580        | 328        | 954                       | 42      | 436       | 1.746     | 380        |
| 2022 | 845.906     | 947.053     | 89,3        | 902        | 596        | 306        | 937                       | 51      | 421       | 1.564     | 380        |
| 2023 | 845.453     | 955.303     | 88,5        | 906        | 587        | 319        | 933                       | 54      | 432       | 1.526     | 378        |